# Vogia mimica
Vogia mimica là một loài bướm đêm trong họ Noctuidae.